# Eptesicus hottentotus
Eptesicus hottentotus је врста слепог миша из породице вечерњака (лат. Vespertilionidae).

## Распрострањење
Ареал врсте Eptesicus hottentotus обухвата већи број држава. Врста има станиште у Замбији, Зимбабвеу, Јужноафричкој Републици, Анголи, Кенији, Боцвани, Лесоту, Малавију, Мозамбику и Намибији.

## Станиште
Станишта врсте су травна вегетација и речни екосистеми.

## Угроженост
Ова врста је наведена као последња брига, јер има широко распрострањење и честа је врста.